# Тарасовка (Боярская городская община)
Тара́совка (укр. Тарасівка) — село в Фастовском районе Киевской области Украины. Входит в Боярскую городскую общину.
До 2020 года являлось административным центром Тарасовского сельского совета Киево-Святошинского района.
Занимает площадь 4,771 км².

## История
В результате археологических исследований А. В. Серова в юго-восточной части села в урочище Крутые холмы, было найдено двухслойное поселение скифского периода. Поселение было расположено на водоразделе ручьёв Красного и Храмкы на расстоянии 400 м от усадьбы № 107 по улице Чапаева. Размеры поселения 180 × 350 м. В нём были найдены глиняный сосуд, украшенный орнаментом, несколько фрагментов лепной керамики скифского времени.
Серов также открыл поселения древнерусского времени на приусадебных участках № 47—57 по улице Чапаева на правом берегу ручья Храмкы. Площадь поселения составляет 0,5 га, высота — 1,5—2 м, с востока ограничено плотиной, которая образует пруд. Здесь найдена керамика XII века с чётко выраженной манжетой и верхним краем, украшенная линейным орнаментом, а также кружальные донышка и стенки посуды.
С 2020 года входит в Боярскую городскую общину Фастовского района.

## Киевский укрепленный район
На рубеже двадцатых и тридцатых годов прошлого века между сёлами Тарасовка и Крюковщиной была построена первая линия обороны КиУР. Во время войны это был пятый батальонный район обороны. Немцы наступали на Тарасовку с Виты-Почтовой через Юровку вдоль заранее построенных укреплений, что делало их малоэффективными. Село было занято 6 августа, через пару дней освобожден. Линия фронта стабилизировалась между Тарасовкой и Юровкой и уже не менялась до сдачи Киева.
ДОТы дошли до наших дней разрушенными. ТАУТы сохранились лучше. Уцелел один командно-наблюдательный пункт № 230, который является памятником истории № 513/51-Ко. 

## Население
Население по переписи 2001 года составляло 5091 человек.
На 2020 год в селе проживало 7310 человек.

## Галерея

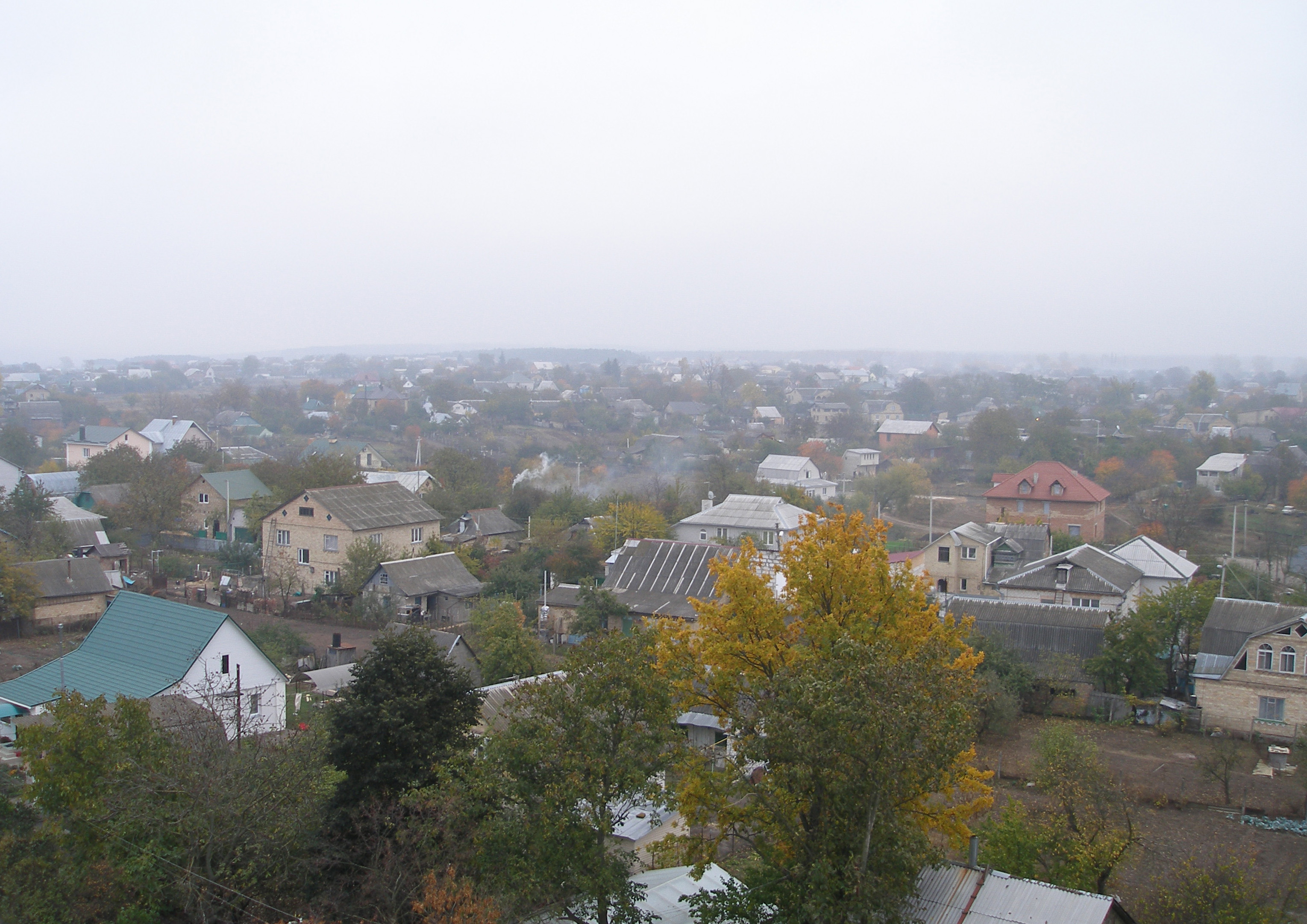
Панорама села
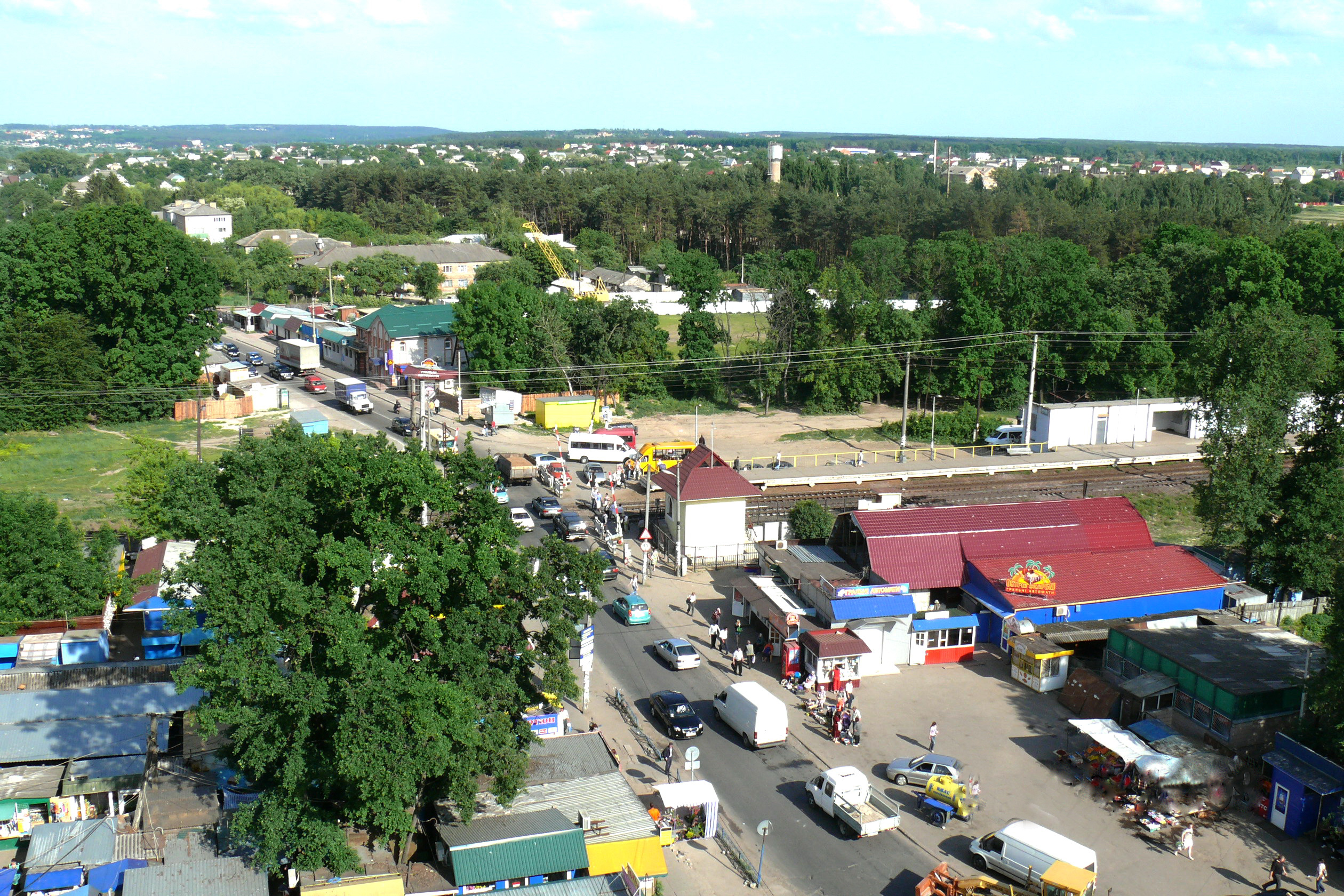
Железнодорожный переезд
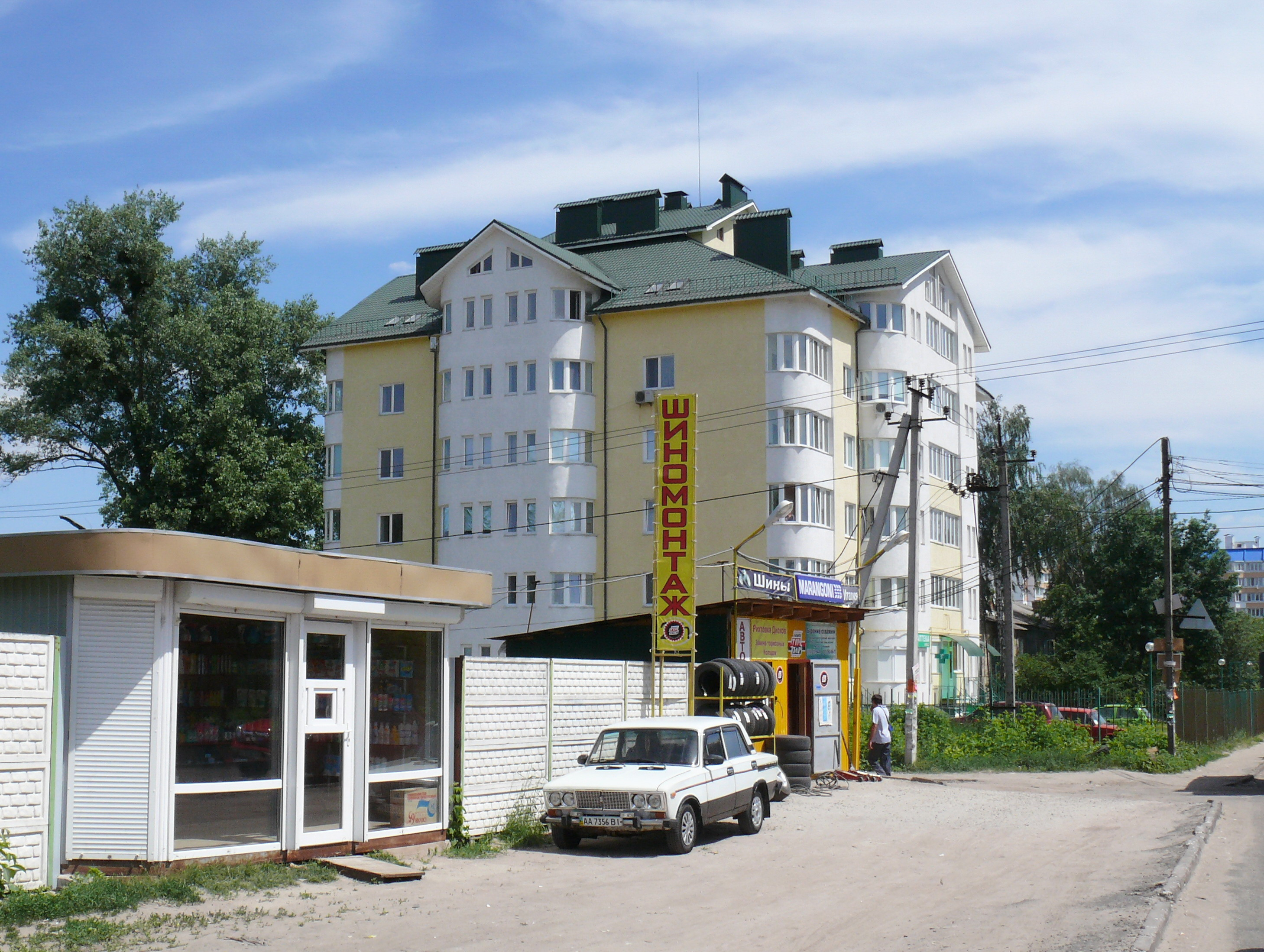
Новостройки по улице Шевченко
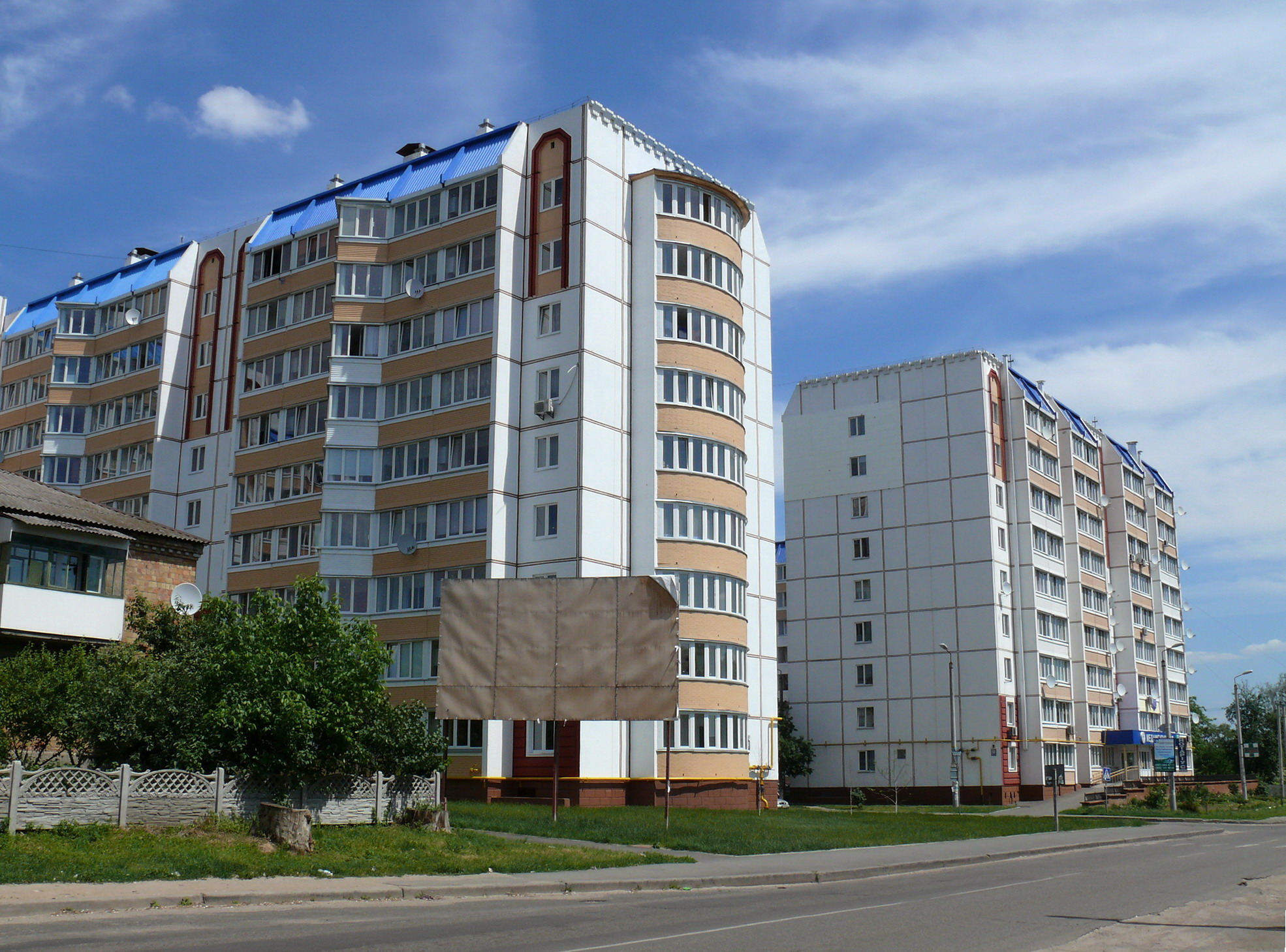
Новые жилые дома
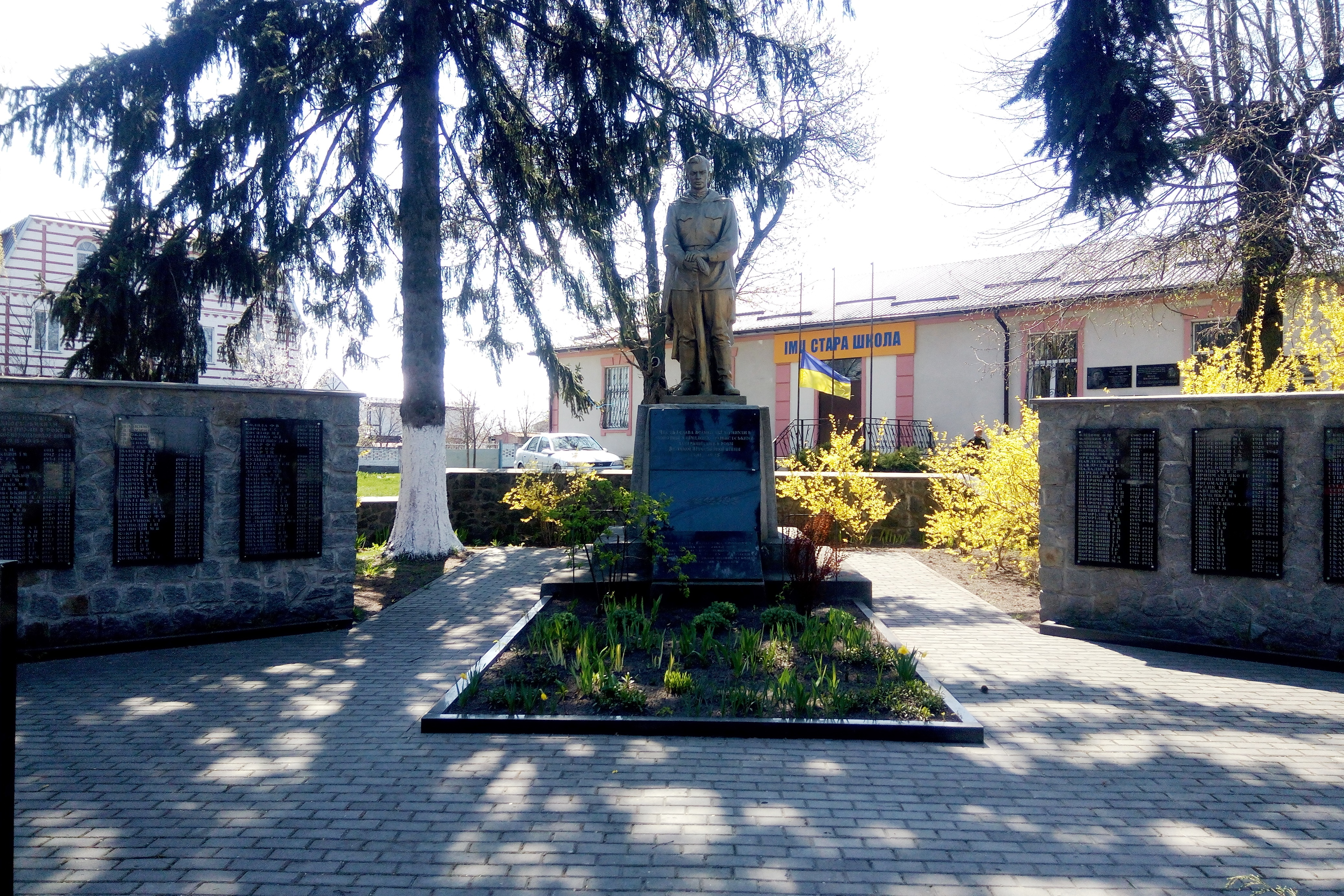
Братская могила воинов погибших в годы ВОВ
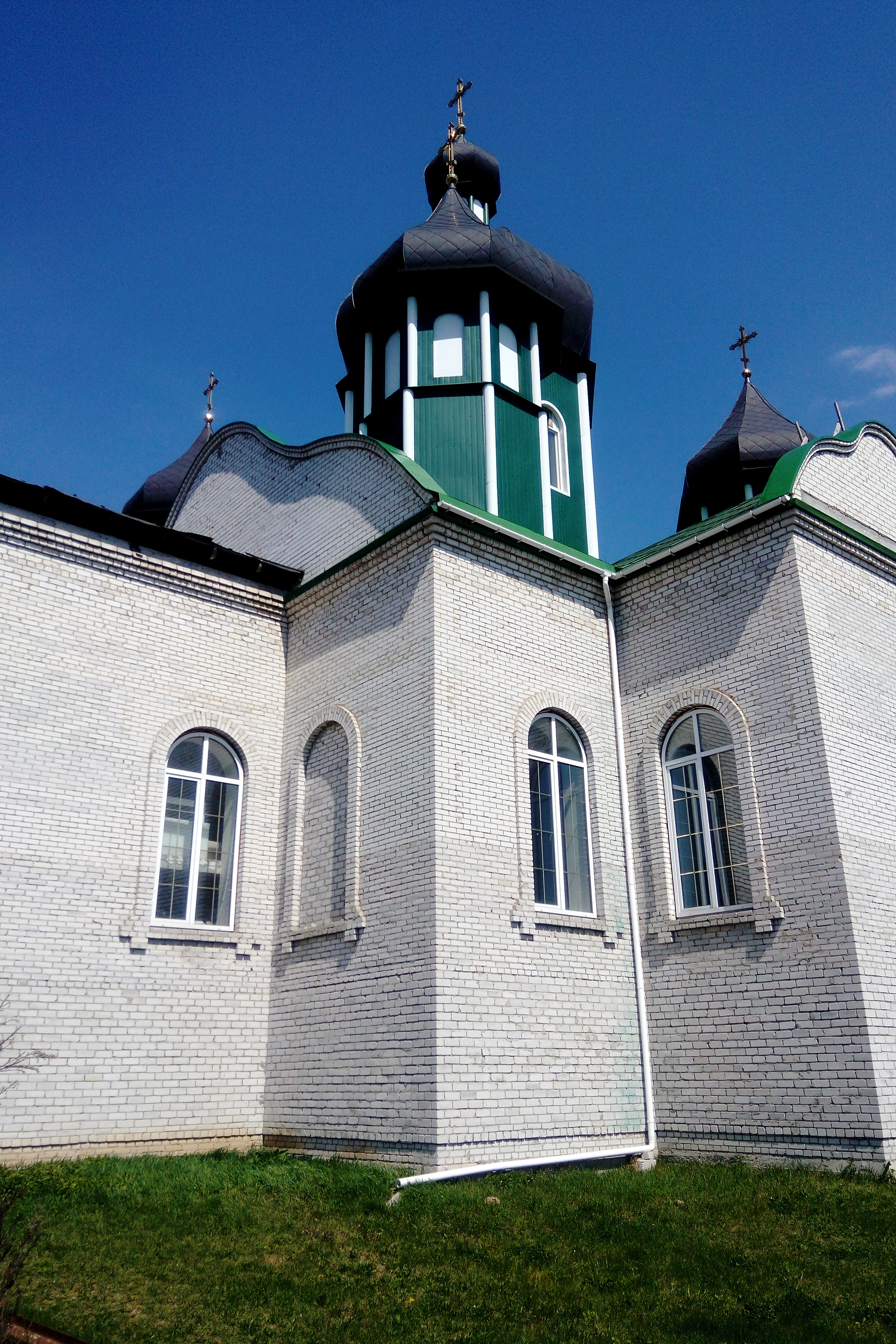
Православный храм Успения Пресвятой Богородицы в стадии строительства (апрель 2021)
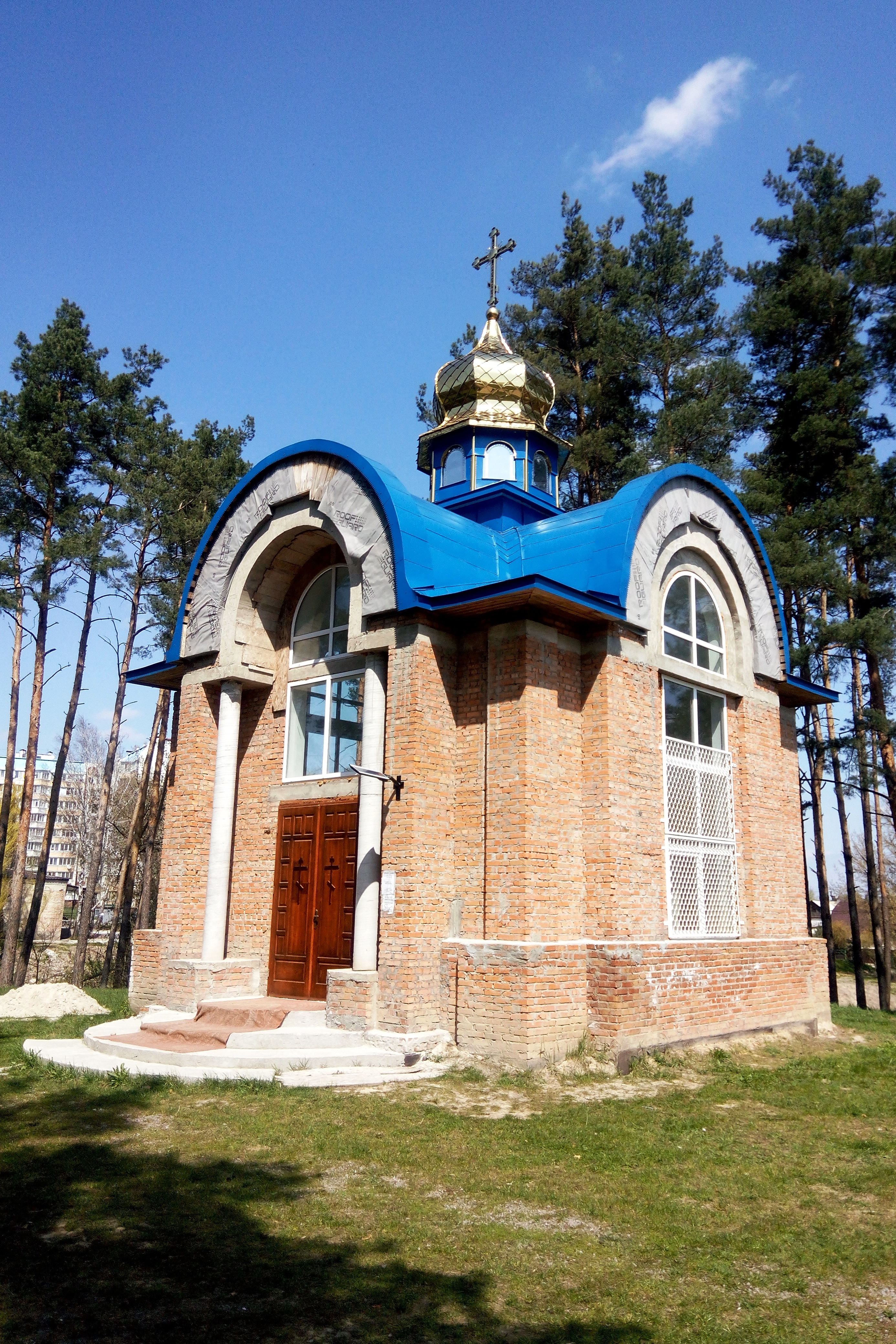
Церковь в районе переулка Островского в стадии строительства (апрель 2021)
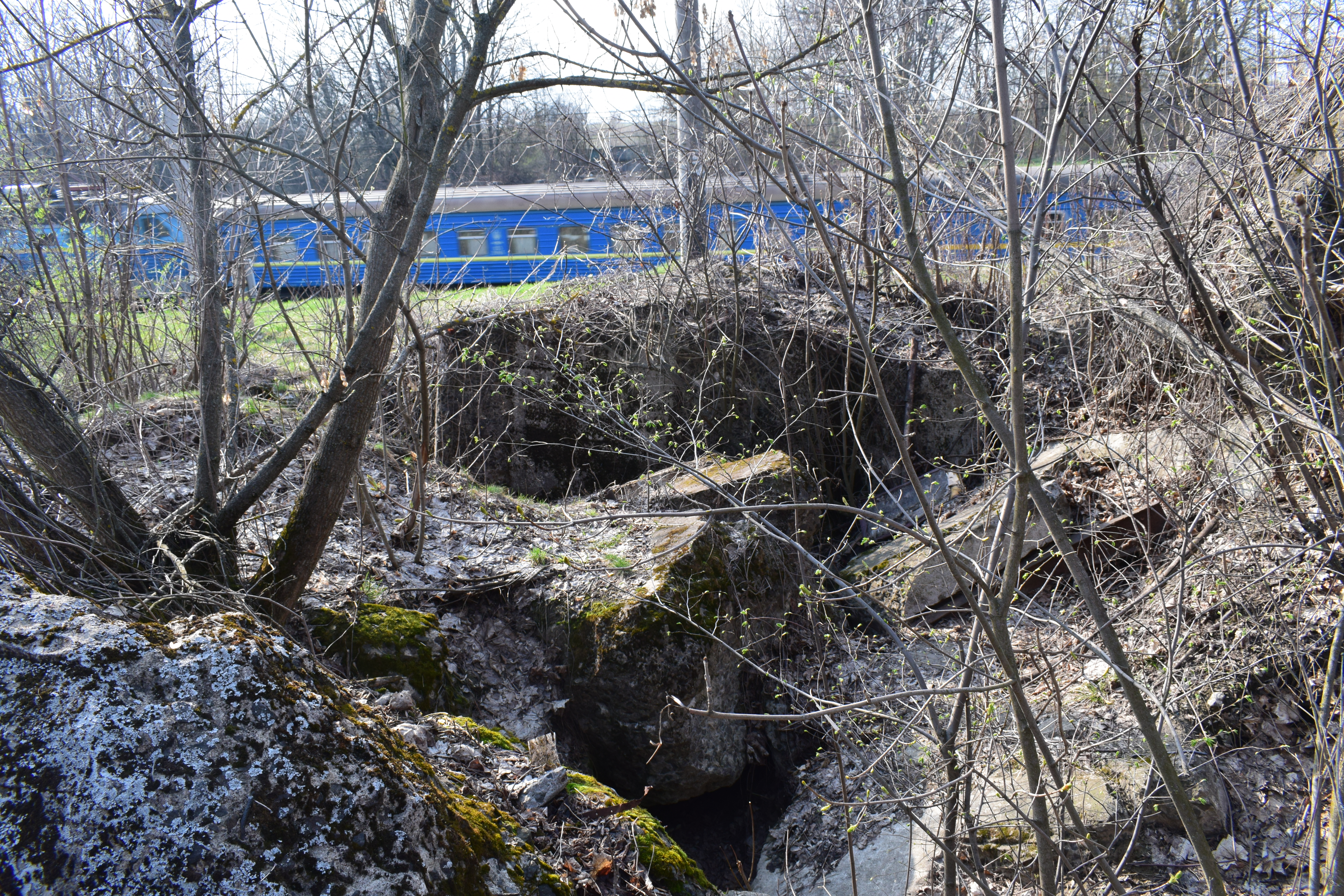
ДОТ №229 Типичный вид подорванного ДОТа
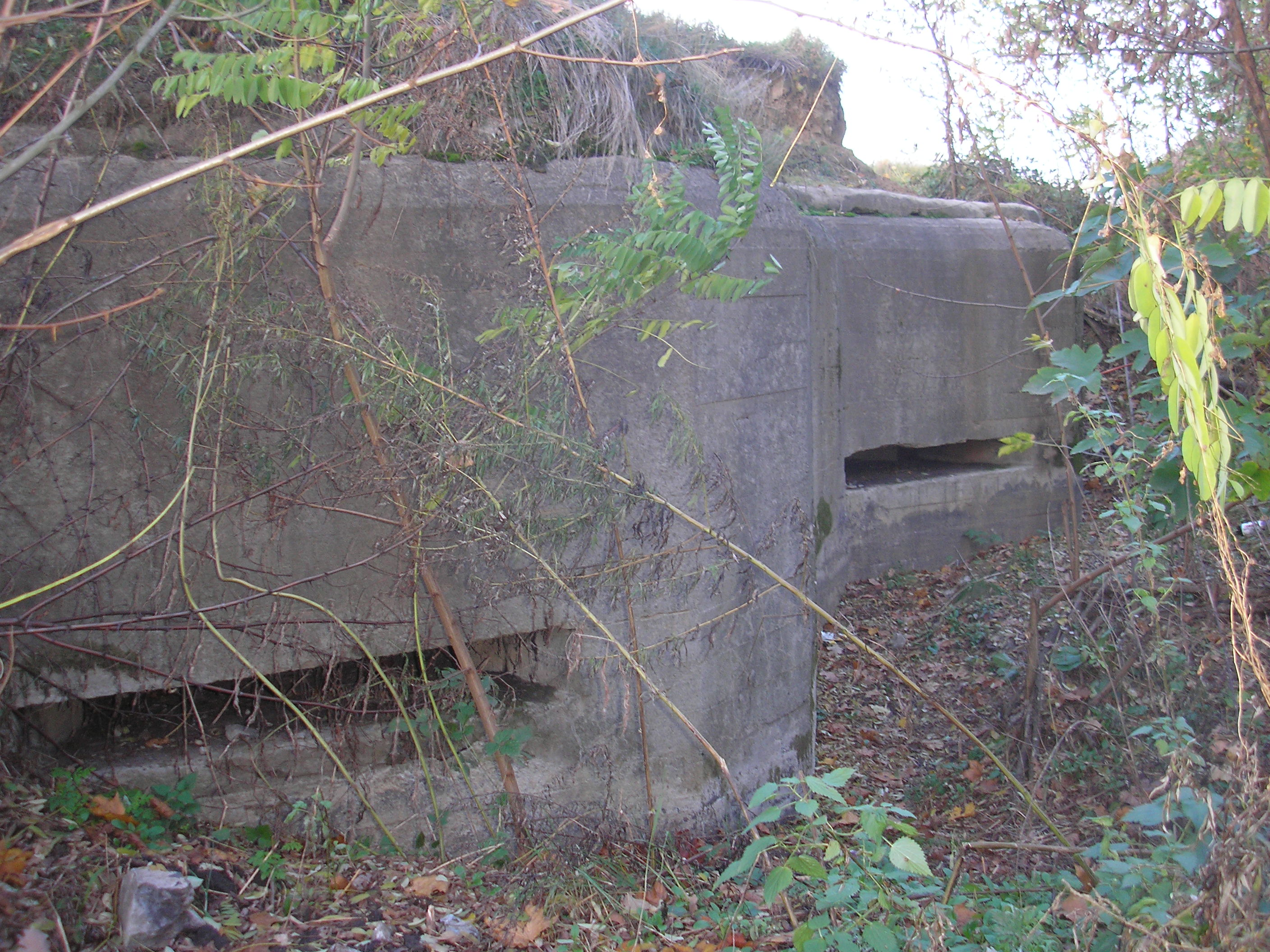
КНП №230
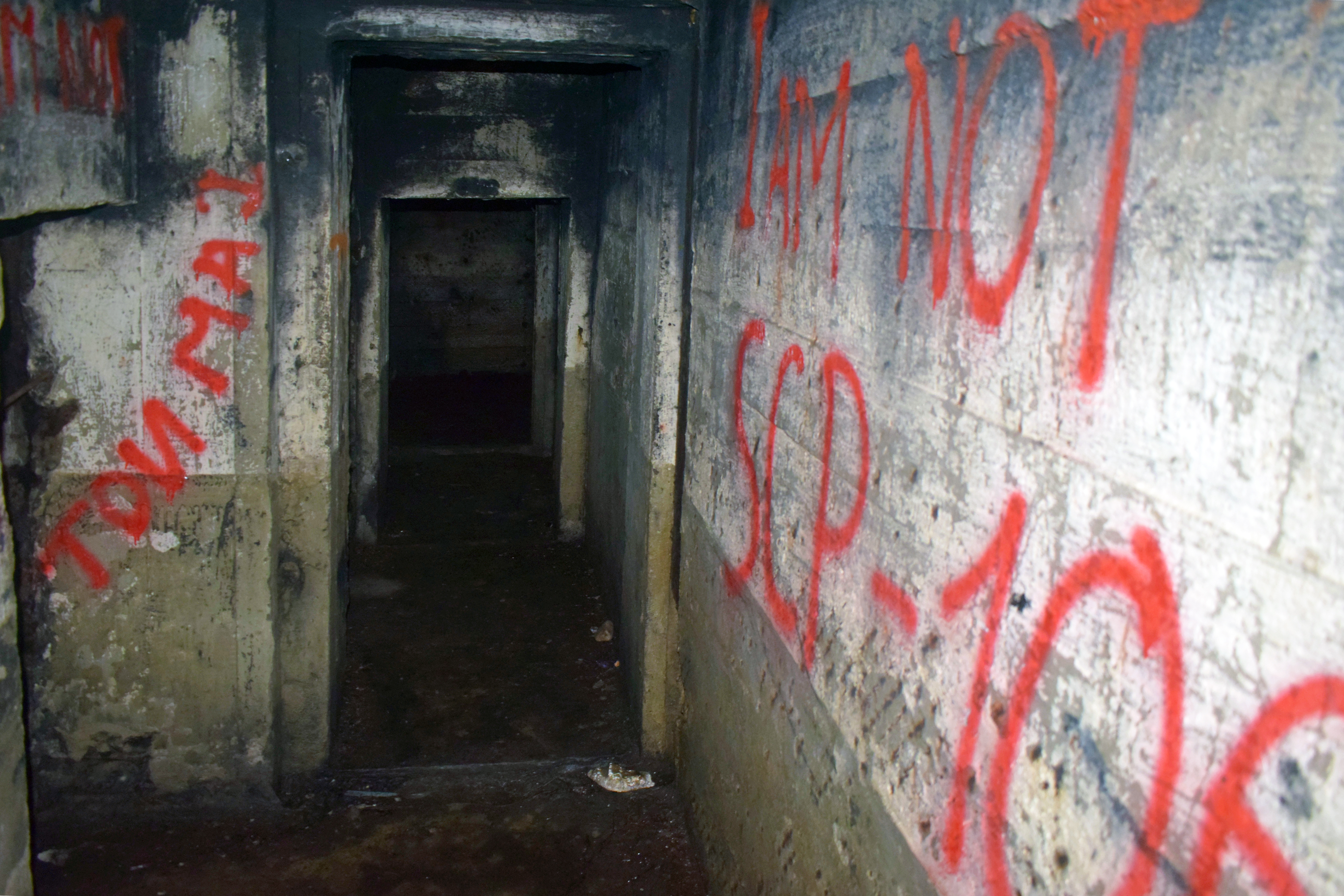
КНП №230 Галерея первого этажа
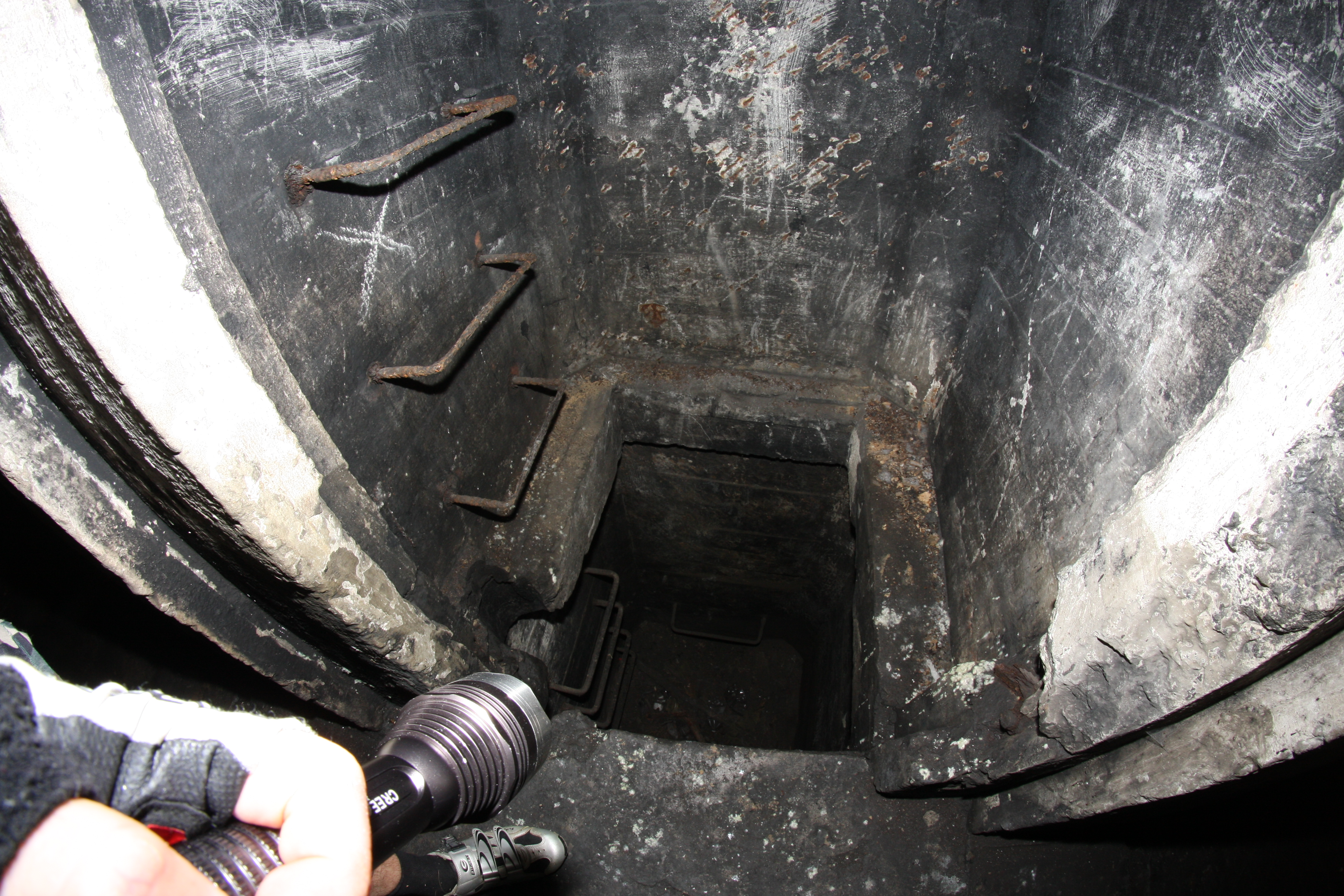
КНП №230 Шахта на второй этаж
ТАУТ №231